# Nemotelus jamesi
Nemotelus jamesi is een vliegensoort uit de familie van de Stratiomyidae. De wetenschappelijke naam van de soort werd voor het eerst geldig gepubliceerd in 1958 door Paul E. Hanson.